# Heißläuferortungsanlage

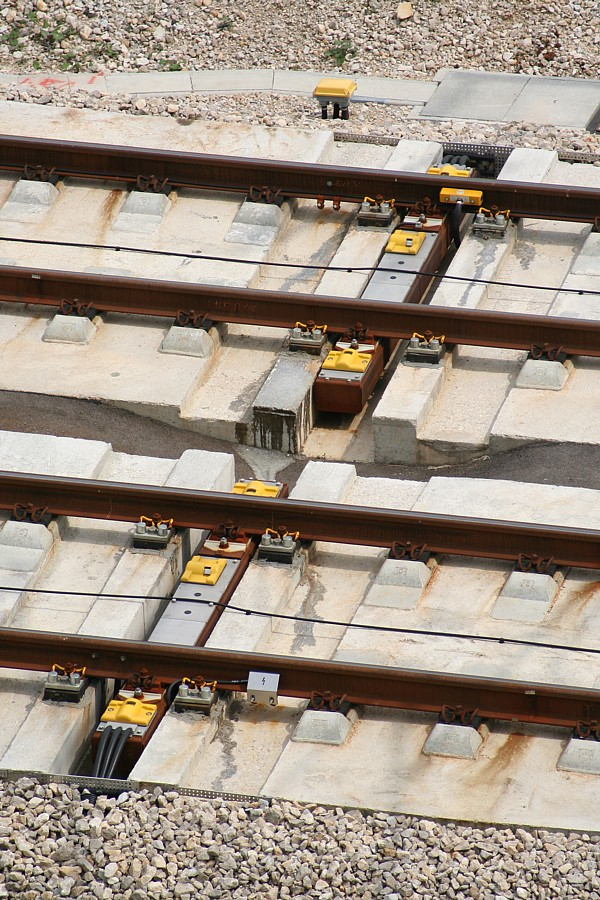
Heißläuferortungsanlage auf der Schnellfahrstrecke Nürnberg–Ingolstadt

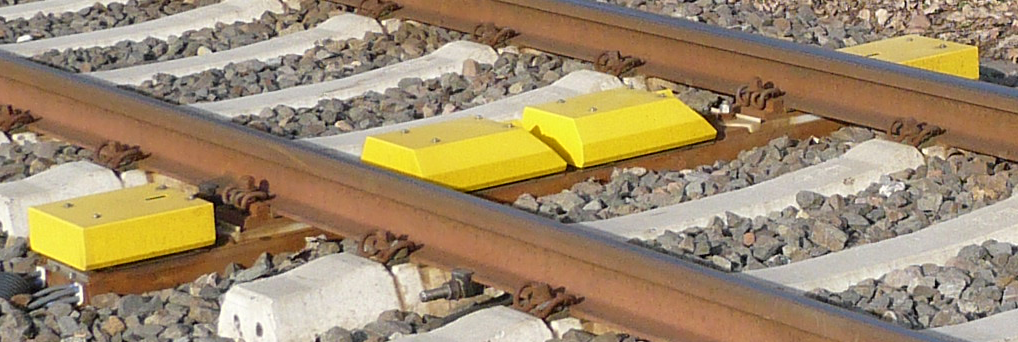
Heißläuferortungsanlage

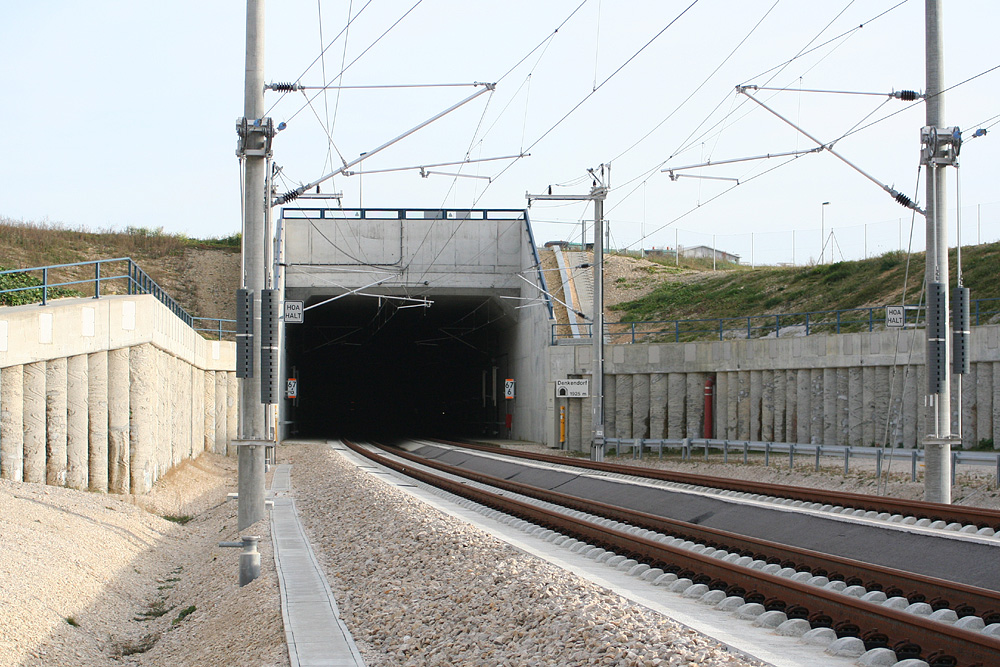
Signaltafeln HOA Halt vor dem Denkendorftunnel. An dieser Stelle sollen Züge mit detektierten Heißläufern anhalten.

Eine Heißläuferortungsanlage (HOA, englisch Hot Box Detection, HBD) dient dazu, eine unzulässige Erwärmung von Radsatzlagern durch Defekte bei Schienenfahrzeugen (sogenannte Heißläufer) rechtzeitig feststellen zu können. Durch eine übermäßige Erwärmung eines Radsatzlagers kann es zu einem Achsbruch und in weiterer Folge zu einer Entgleisung des Wagen oder durch die entstehende Hitze und eventuelle Funkenbildung zur Entzündung leicht entzündlicher Güter im Zug und damit zu einem Brand kommen.
Heißläuferortungsanlagen werden überwiegend in Verbindung mit Festbremsortungsanlagen (FBOA, in Österreich FOA, englisch Hot Wheel Detection, HWD) innerhalb einer gemeinsamen Anlage kombiniert, die über die gleichen Prinzipien die Bremsen an Stelle der Radsatzlager auf übermäßige Erwärmungen, z. B. durch festsitzende Bremsen, überwachen.
Technisch gesehen handelt es sich dabei um Infrarotsensoren, die im Gleisbereich montiert sind und die die Temperatur der Achslager der vorbeifahrenden Fahrzeuge messen und die gemessenen Temperaturwerte an eine Auswertungselektronik weitergeben. Wird ein bestimmter Wert überschritten, erfolgt automatisch eine Meldung an den zuständigen Fahrdienstleiter, der die erforderlichen Maßnahmen im Sinne der Sicherheit des Eisenbahnbetriebs ergreift. Einer HOA bzw. FBOA werden eines oder mehrere Stellsignale zugeordnet. An diesen Hauptsignalen bzw. ETCS-Halttafeln sollen Züge, bei denen Überwachung angesprochen hat, durch den Fahrdienstleiter über ein Halt zeigendes Signal zum Halt gebracht werden. Der Mindestabstand bemisst sich nach der anzunehmenden maximalen Zuglänge, der Reaktionszeit des Fahrdienstleiters und Systemreaktionszeiten. Dazu kommt bei Lichtsignalisierung der Vorsignalabstand sowie eine Sichtzeit, die dem Triebfahrzeugführer zum Erkennen des Signalbegriffs zugestanden wird; im Betrieb mit ETCS werden hingegen ETCS-Bremskurven angesetzt. Eine automatisierte Reaktion, beispielsweise durch ein Leitsystem, erfolgt nicht.
Eine kombinierte HOA/FBOA-Anlage besteht in Deutschland in der Regel aus drei Sensoren. Zwei dieser Sensoren stellen den HOA-Teil der Anlage dar. Sie befinden sich von der Gleismitte gesehen außerhalb der Schienen und messen die Temperatur eines sich vorbei bewegenden Achslagers oberhalb des Sensors. Überschreitet die Temperatur des Achslagers eine vorher definierte Grenze, erfolgt eine Alarmmeldung. Der FBOA-Teil besteht aus dem Sensor, der sich zwischen den beiden Schienen auf der Schienenschwelle montiert befindet. Er misst die Temperatur einer sich vorbei bewegenden Bremse diagonal auf der gegenüberliegenden Gleisseite. Überschreitet die Temperatur des Radsatzlagers eine vorher definierte Grenze, erfolgt ebenfalls eine Alarmmeldung, die jeweils durch „Warmalarm“ und „Heißalarm“ erfolgen kann. Im Unterschied zur HOA ist bei einer FBOA die Überwachung nur einer der beiden Bremsen erforderlich, da diese systembedingt auf beiden Seiten des Radsatzes gleichzeitig anlegen oder lösen.
Im internationalen Umfeld existieren mittlerweile Anlagen mit bis zu acht Sensoren, welche flexibel verschiedene Positionen von Radsatzlagern oder verschiedene Arten von Bremsen überwachen bzw. Überwachungsredundanzen abbilden können.
Die Spezifikation von Heißläuferortungsanlagen erfolgt in Europa durch DIN EN 15437-1 sowie durch die TSI.
Damit Heißläufer und feste Bremsen an einem Schienenfahrzeug zuverlässig erkannt werden, müssen deren Achsen ebenfalls entsprechend den genannten Spezifikationen konstruiert sein.
Bei der Deutschen Bundesbahn wurden zwischen den Jahren 1964 und 1969 mehrere Fabrikate von HOA erprobt. Aufbauend auf der Auslegung dieser Versuchsanlagen wurden 1969 in einer ersten Ausbaustufe 54 HOAs in Betrieb genommen. Auf Grundlage der dabei gewonnenen Erfahrungen begann 1978 die Realisierung einer zweiten Ausbaustufe. Im Netz der Deutschen Bahn gab es 2008 rund 460 Heißläuferortungsanlagen, bei den Österreichischen Bundesbahnen 473.
Eine 2014 vorgelegte Dissertation empfiehlt eine Verkürzung des Mindestabstands zweier Heißläuferortungsanlagen im Netz der DB von 70 auf höchstens 59 km.
Als Weiterentwicklung der Heißläuferortungsanlagen können die Zuglaufcheckpoints betrachtet werden. Derzeit sind bei den ÖBB 47 Zuglaufcheckpoints sowie 158 Basis-Checkpoints, wie die so genannten standort-bezogenen Heißläuferortungsanlagen nun bezeichnet werden, in Betrieb.
In neuesten Ausschreibungen der DB InfraGO werden Heißläuferortungsanlagen, da sie in der Regel mit Festbremsortungsanlagen kombiniert errichtet werden, auch Streckenseitige Heißläufer- und Festbremsortungssysteme (HFS) genannt.